# 日高市立武蔵台小学校
日高市立武蔵台小学校（ひだかしりつ むさしだいしょうがっこう）は、埼玉県日高市武蔵台五丁目にあった市立小学校。

## 沿革
- 1980年4月1日 - 日高町立武蔵台小学校として、日高町大字横手140番地の1に開校。
- 1981年2月10日 - 校章決定　以後この日が開校記念日となる。
- 1981年3月23日 - 体育館完成。
- 1981年3月24日 - プレハブ校舎完成。
- 1982年1月28日 - プール完成。
- 1983年3月27日 - 増築校舎完成。
- 1990年8月30日 - 開校10周年記念花壇増設。
- 1991年10月1日 - 市制施行により、日高市立武蔵台小学校と改称。
- 1999年12月15日 - コンピュータ室完成。
- 2000年2月5日 - 開校20周年記念式典・祝賀会愛唱歌「ずっとおなじ」を制作。
- 2002年9月14日 - 地域交流広場開設。
- 2004年7月14日 - 中華人民共和国広州市文徳路小学校と交流。
- 2008年3月21日 - 環境緑化コンクール良好校表彰を受賞。
- 2010年2月6日 - 開校30周年記念式典。
- 2010年3月21日 - 環境緑化コンクール優秀校表彰を受賞。
- 2010年9月1日 - 校舎耐震補強改修。
- 2023年3月31日 ‐ 閉校。日高市立武蔵台小中学校に統合。

## 交通
- 西武池袋線高麗駅より徒歩15分

## 著名な出身者
- 朝比奈一郎 -元経済産業省・青山社中代表
- 飯田泰之 - 経済学者・明治大学政治経済学部准教授
- 戸村健次 - プロ野球選手・東北楽天ゴールデンイーグルス所属